# Antonio da Noli

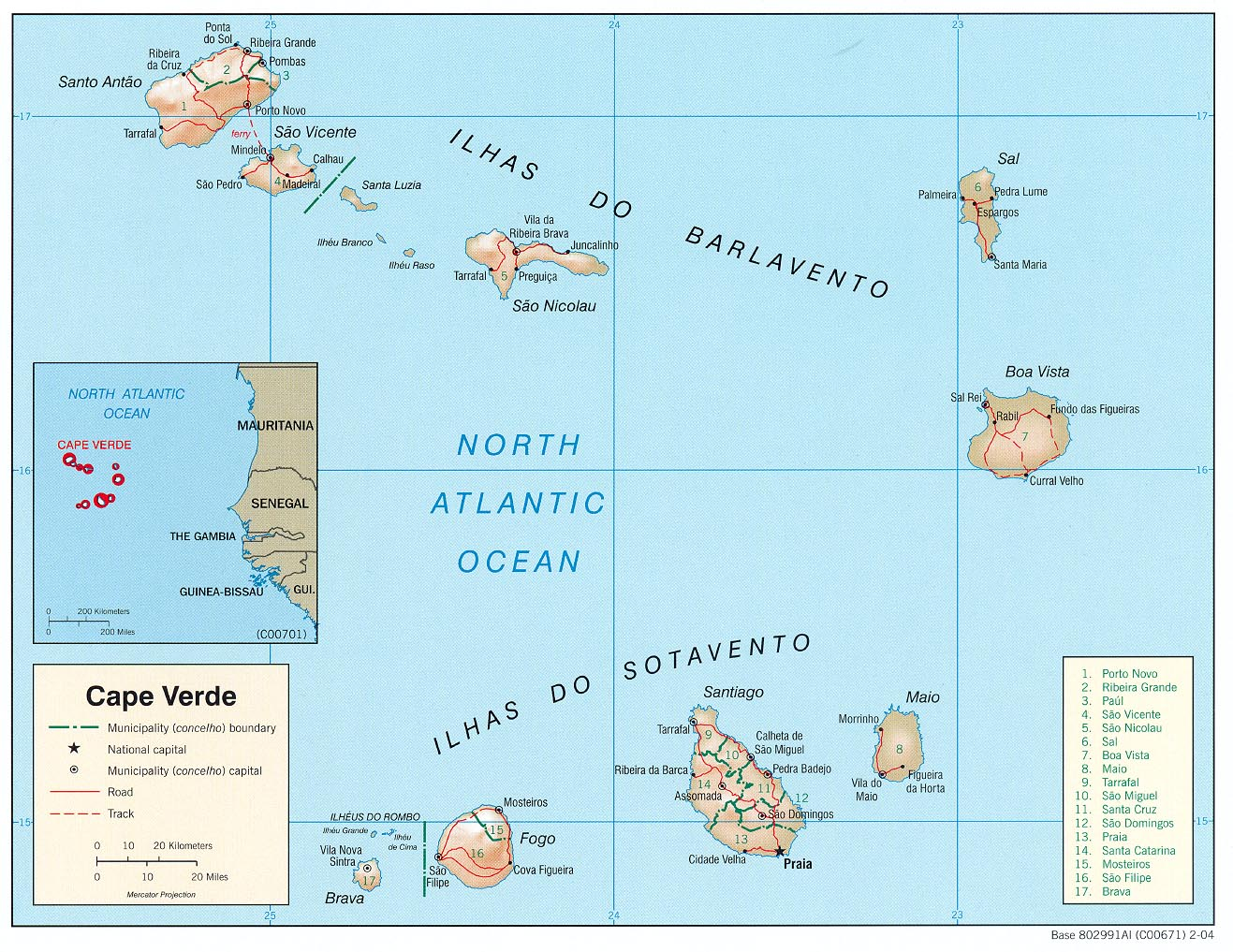
Kapverdische Inseln

Antonio da Noli (* 1415 in Noli (Ligurien); † 1497 auf Santiago (Kap Verde) bzw. nach anderen Angaben * 1419; † 1491) war ein italienischer Seefahrer des 15. Jahrhunderts, der im Dienste Portugals einen Teil der Kapverdischen Inseln entdeckte.

## Biografie
Antonio da Noli stammte aus einer Patrizierfamilie der damals unabhängigen ligurischen Seerepublik Noli und segelte im Dienst der Genuesen, bevor er mit seinem Bruder Bartolomeo und seinem Neffen Raffaello 1449 nach Portugal auswanderte und sich in die Dienste des Infanten Heinrichs des Seefahrers stellte. Umstritten ist, ob er derselbe Seefahrer ist, der in den Jahren 1455 und 1456 unter dem Namen Antoniotto Usodimare gemeinsam mit Alvise Cadamosto auf dem Weg zu einer wiederholten Expedition entlang des Gambia-Flusses zwei der östlichen Kapverdischen Inseln entdeckt hat (Boa Vista und Santiago). Die Mehrzahl der Quellen geht davon aus, dass es sich dabei um einen anderen, aus Genua stammenden Entdecker handelt.

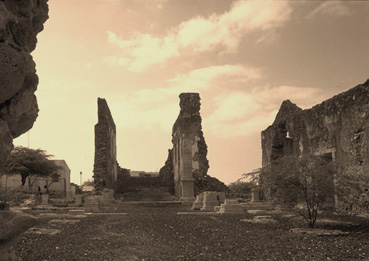
Ruinen der Kathedrale von Ribeira Grande

Als gesichert gilt hingegen, dass er zwischen 1458 und 1460 – wahrscheinlich aufgrund der Nachrichten Cadamostos – mit seinem Bruder und seinem Neffen nach Santiago aufbrach und 1462 am Südende der Insel die Siedlung Ribeira Grande (heute Cidade Velha) gründete. Dabei wird ihm wie auch Diogo Afonso die systematische Erschließung des ganzen Kapverdischen Inselarchipels zugeschrieben. Aufgrund divergierender Reiseberichte lässt sich allerdings nicht mehr eindeutig rekonstruieren, welche der einzelnen Inseln von ihm bzw. Afonso entdeckt wurden und welche dagegen auf Erkundungsfahrten von Diogo Dias und Diogo Gomes zurückgehen.
Antonio da Noli gilt als Namensgeber der Inseln, denen er den offiziellen Namen Ilhas de Cabo Verde („Inseln des grünen Kaps“) verlieh. Der portugiesische König Alfons V. ernannte ihn 1462 zum Gouverneur (Capitão-donatário) von Ribeira Grande, der ersten dauerhaft bewohnten europäischen Kolonie in den Tropen. Dieses Amt wurde am 8. April 1497, nach De Nolis Tod, seiner einzigen Tochter Branca de Aguiar übertragen, unter der Bedingung, dass sie mit Jorge Correia einen Abkömmling des portugiesischen Königshauses heiratet.
Zum Gedenken an ihn taufte die italienische Marine im Zweiten Weltkrieg einen Zerstörer auf den Namen Antonio Da Noli. Dieser sank am 9. September 1943, einen Tag nach der öffentlichen Bekanntgabe von Italiens Kapitulation, vor der Küste Korsikas.